# Aloe herbacea
Aloe herbacea é uma espécie de liliopsida do gênero Aloe, pertencente à família Asphodelaceae.